# العداري (السياني)

تعديل مصدري - تعديل

العداري هي إحدى قرى عزلة هدفان بمديرية السياني التابعة لمحافظة إب، بلغ تعداد سكانها 850 نسمة حسب تعداد اليمن لعام 2004.